# Schlösselschneid
Die 1416 m ü. NHN hohe Schlösselschneid ist ein Gipfel der Chiemgauer Alpen im Süden der Gemeinde Ruhpolding. Der Berg ist ein Sattel aus rund 230 Millionen Jahre altem Wettersteinkalk.

## Geographie
Die Schlösselschneid erhebt sich unmittelbar an der Südwestseite des Förchensees (739 m) im Südwesten der Ortschaft Seehaus. Sie gehört dem Gebirgsstock des Hochkienbergs bzw. des Seehauser Kienbergs an, dessen Hauptgipfel der Gurnwandkopf (1691 m) und die Hörndlwand (1684 m) darstellen. Der Schlösselschneid schräg gegenüber liegt auf der Ostseite des Förchensees der Seekopf, der geologisch eine Verlängerung des Wetterstein-Sattels darstellt. Die Schlösselschneid bildet einen rund 1000 Meter langen Gratkamm, der recht steil zum Südwestende des Förchensees und zum Lödenboden im Süden abfällt – mit einer Denivellation von rund 650 Metern. Der eigentliche Gipfel mit Gipfelkreuz und Gipfelbuch befindet sich am Westende der Schneid. Die Schlösselschneid bildet den Endpunkt des von der Hörndlwand herunterziehenden Ostsüdost-Gratsystems – dieses riegelt das Ostertal mit dem Ostertalgraben gen Süden ab. Auf dem Grat befindet sich noch ein mit 1503 m ü. NHN ausgewiesener Zwischengipfel.
Der relativ wenig bekannte und recht selten begangene Gipfel stellt dennoch einen sehr interessanten Aussichtspunkt dar, der einen beeindruckenden Einblick auf die Hörndlwand-Oststeite erlaubt. Sehr schön auch der Tiefblick ins Dreiseengebiet, auf den Wilden Kaiser (2344 m), das Dürrnbachhorn (1776 m) sowie über den schräg gegenüberliegenden Seekopf (1173 m) und Richtstrichkopf (1322 m) hinweg zum Massiv des Sonntagshorns (1961 m). Sonst ungewohnte Perspektiven bilden auch der Rauschberg (1671 m) von Südwesten und das Eisenberg/Unternbergmassiv von Süden.

## Zugang
Der Normalzugang zur Schlösselschneid erfolgt von Seehaus, und zwar über die zur Branderalm in mehreren Serpentinen in westlicher Richtung hochführende Forstschotterstraße. Etwa 700 Meter vor Erreichen der Branderalm-Diensthütte zweigt nach links ein Steig zur Felsabbruchskante der Schneid hinaus, welcher sodann rechts haltend bis zum Gipfel (mit einfachem Holzkreuz und Blitzableiter) aufwärts querend gefolgt wird. Eine wesentlich schwierigere Alternative stellt der Anstieg durch die Südflanke vom Lödenboden aus dar. Sie benutzt einen alten Steig, der sich stellenweise verliert und nicht immer leicht zu finden ist. Das letzte Drittel dieses steilen und nicht ungefährlichen Anstiegs führt durch die beeindruckende Schuttreiße, die von der Scharte westlich unterhalb der Gipfelwand herabzieht.

## Geologie

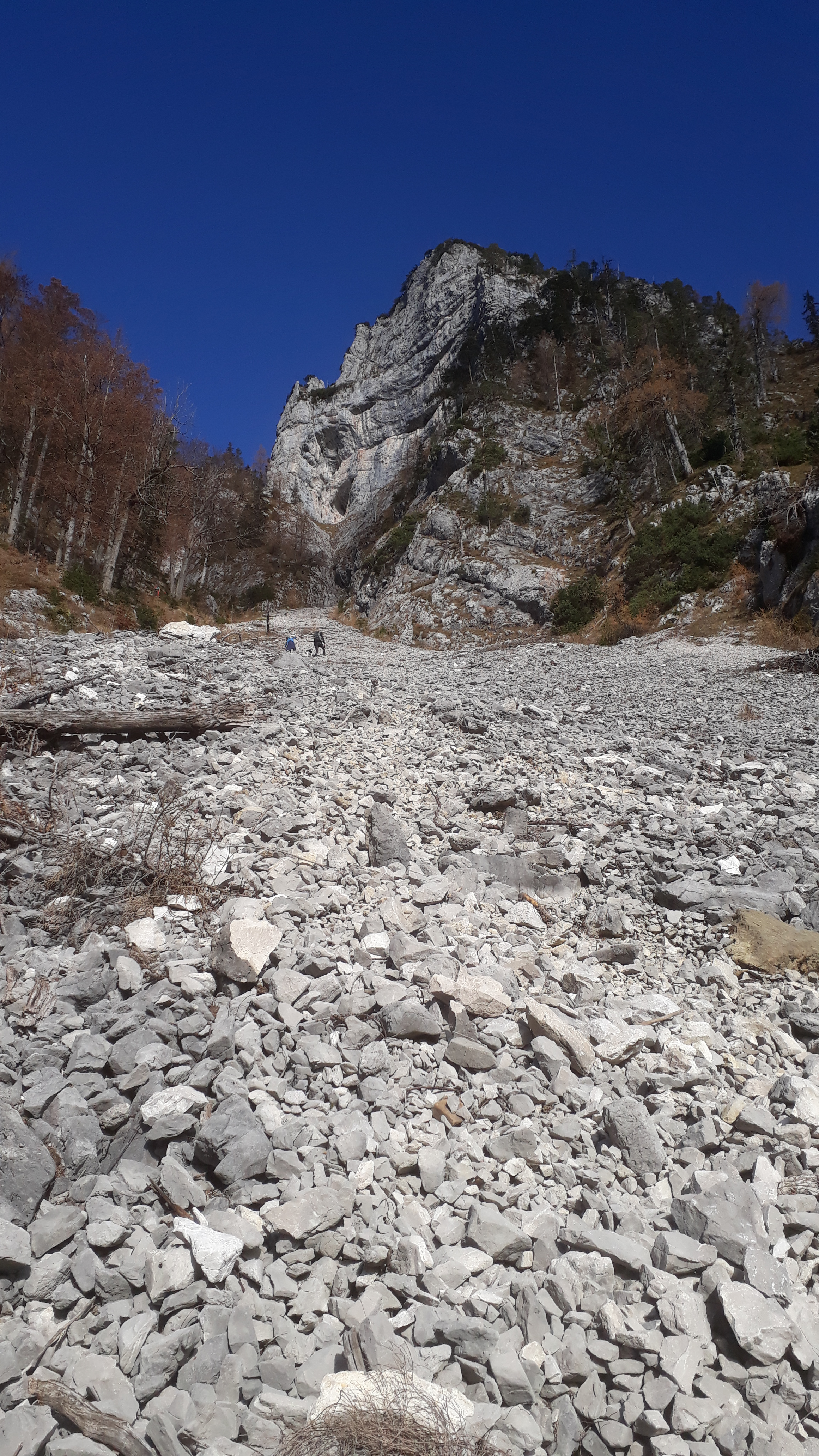
Die zur Westwand der Schlösselschneid (1416 m) hochführende steile Schuttreiße

Der Gipfel der Schlösselschneid befindet sich nur 600 Meter südlich der Deckenüberschiebung der tirolischen Staufen-Höllengebirgs-Decke über die bajuvarische Lechtal-Decke. Die Deckenstirn überfährt hier die Sulzgrabenkopf-Mulde der rückwärtigen Eisenbergschuppe (beide bereits im Bajuvarikum der Lechtal-Decke). Am Gipfel selbst steht massiver, flach gebankter Wettersteinkalk an, dessen steile Westwand teils beeindruckende Überhänge zur unterhalb liegenden Schuttreiße bildet. Im teilweise verkarsteten Riffkalk sind Höhlenöffnungen entstanden. Geologisch befinden wir uns im flachen Sattelkern des Ostnordost-streichenden Hochkienbergsattels. Dieser Sattel wird von mehreren kleineren, in nördlichen Richtungen streichenden Störungen teils seitenversetzend zerhackt. Seine Südsüdostflanke fällt sodann jäh in Richtung Lödensee ab. Kurz vor Auftreffen im Talboden erscheinen noch stratigraphisch höhere Schichtglieder wie Raibler Schichten und sogar etwas Hauptdolomit. Die Nordflanke zeigt im Gegensatz nur schwaches Einfallen nach Nordnordwest, auch hier treten Raibler Schichten auf. Dem Hochkienbergsattel nördlich vorgelagert ist die Ostertal-Mulde.
Etwas nördlich des Gipfels befand sich einst ein kleiner Stollen, in dem der Blei-Zink-Vererzung des Wettersteinkalks nachgegangen wurde.

### Pleistozäne Vereisungen
Die Schlösselschneid war bis ins Pleistozän fest mit dem gegenüberliegenden Seekopf verbunden. Die Wettersteinkalk-Barriere des Hochkienbergsattels wurde aber vom Seetraun-Gletscher durchbrochen und ausgeräumt – wobei eine große, den Förchensee in Richtung Nordnordost durchquerende  Störung diesen Durchbruch erleichtert haben dürfte. Der Seetraun-Gletscher war ein Abzweig des Tiroler-Achen-Gletschers, der von Reit im Winkl und dem Dreiseengebiet kommend weiter in Richtung Ruhpoldinger Talkessel vorstieß. Gemäß Klaus Doben (1970) betrug die damalige Ferneishöhe der Riß-Kaltzeit am Ostende der Schlösselschneid und am Seekopf rund 1200 Meter, das heißt gut 450 Meter über der heutigen Talhöhe. Im benachbarten Ostertalgraben im Nordwesten befand sich außerdem ein Lokalgletscher, der sich mit dem Hörndlwand-Gletscher vereinigte und nach Osten in Richtung Seehaus abfloss, die Ortschaft aber nicht ganz erreichte.

## Ökologie
Die Schlösselschneid liegt im nahezu 100 Quadratkilometer großen und 1955 eingerichteten Naturschutzgebiet Östliche Chiemgauer Alpen (Nummer NSG-00069.01).

## Photogalerie

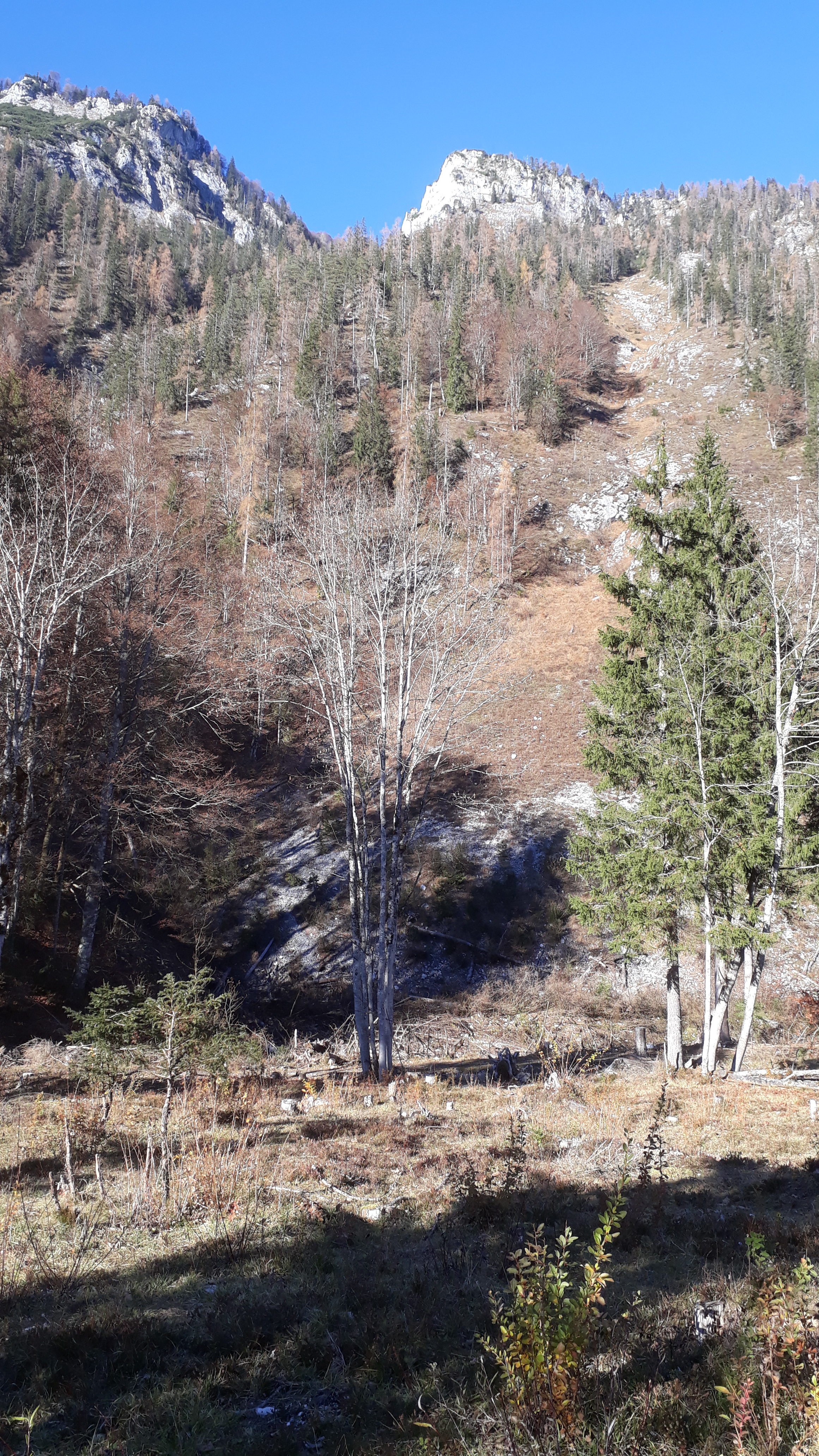
Der Einstieg zur Schlösselschneid am Lödenboden.
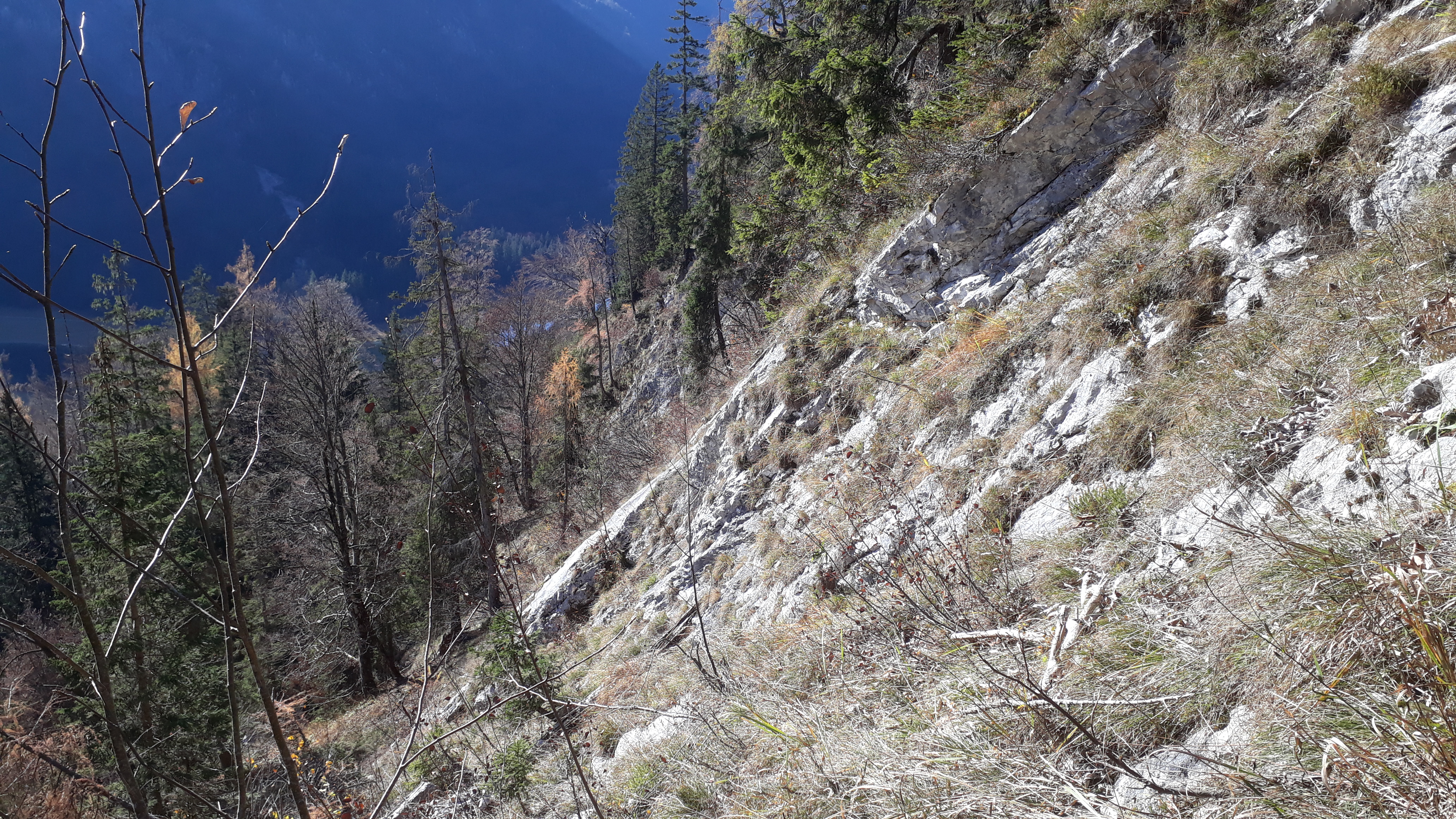
Anstieg über die Südseite zur Schlösselschneid. Im Vordergrund steil zum Lödenboden abfallender Oberer Wettersteinkalk.
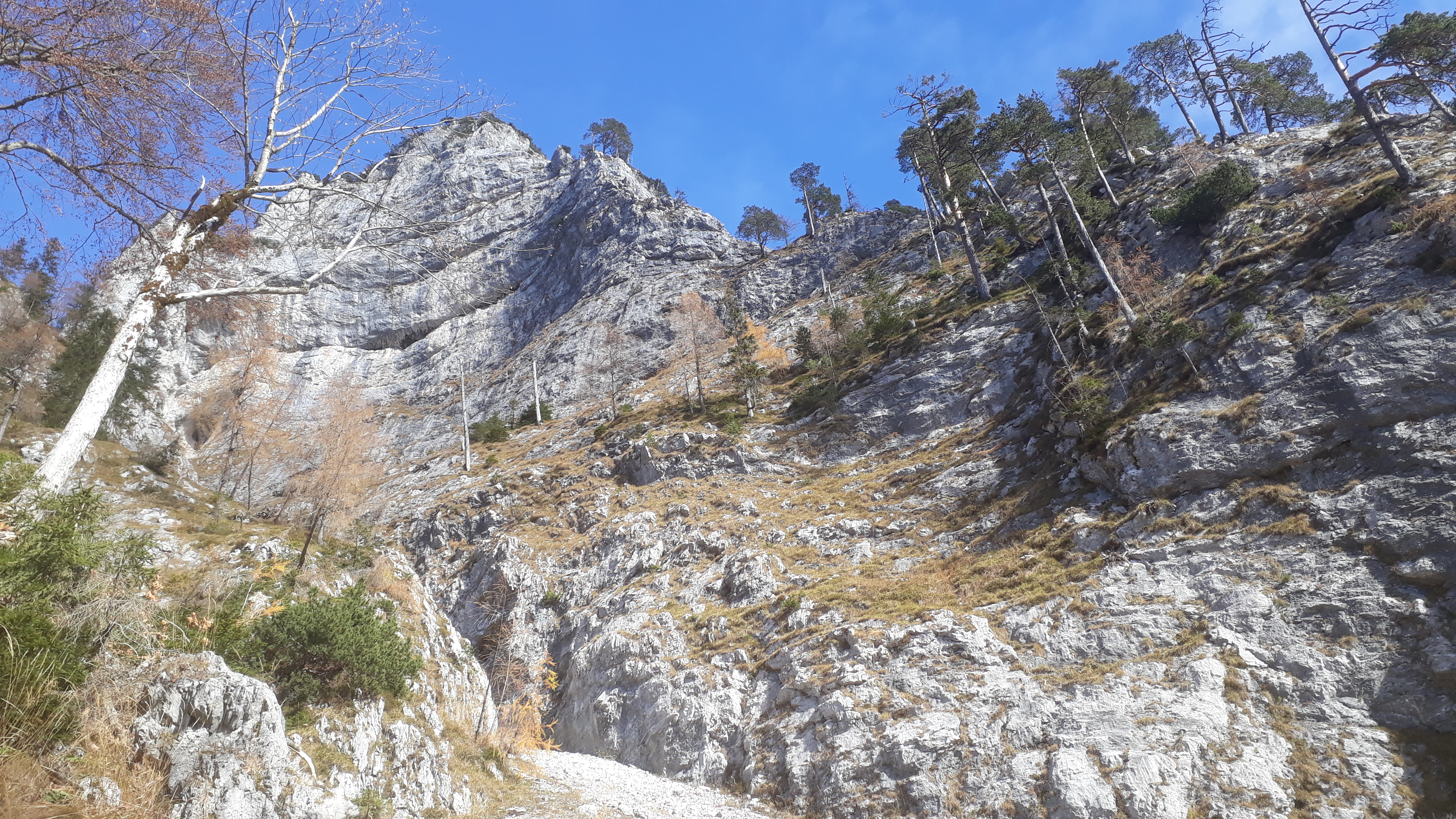
Die Westwand der Schlösselschneid aus massivem, flach liegenden Wettersteinkalk.
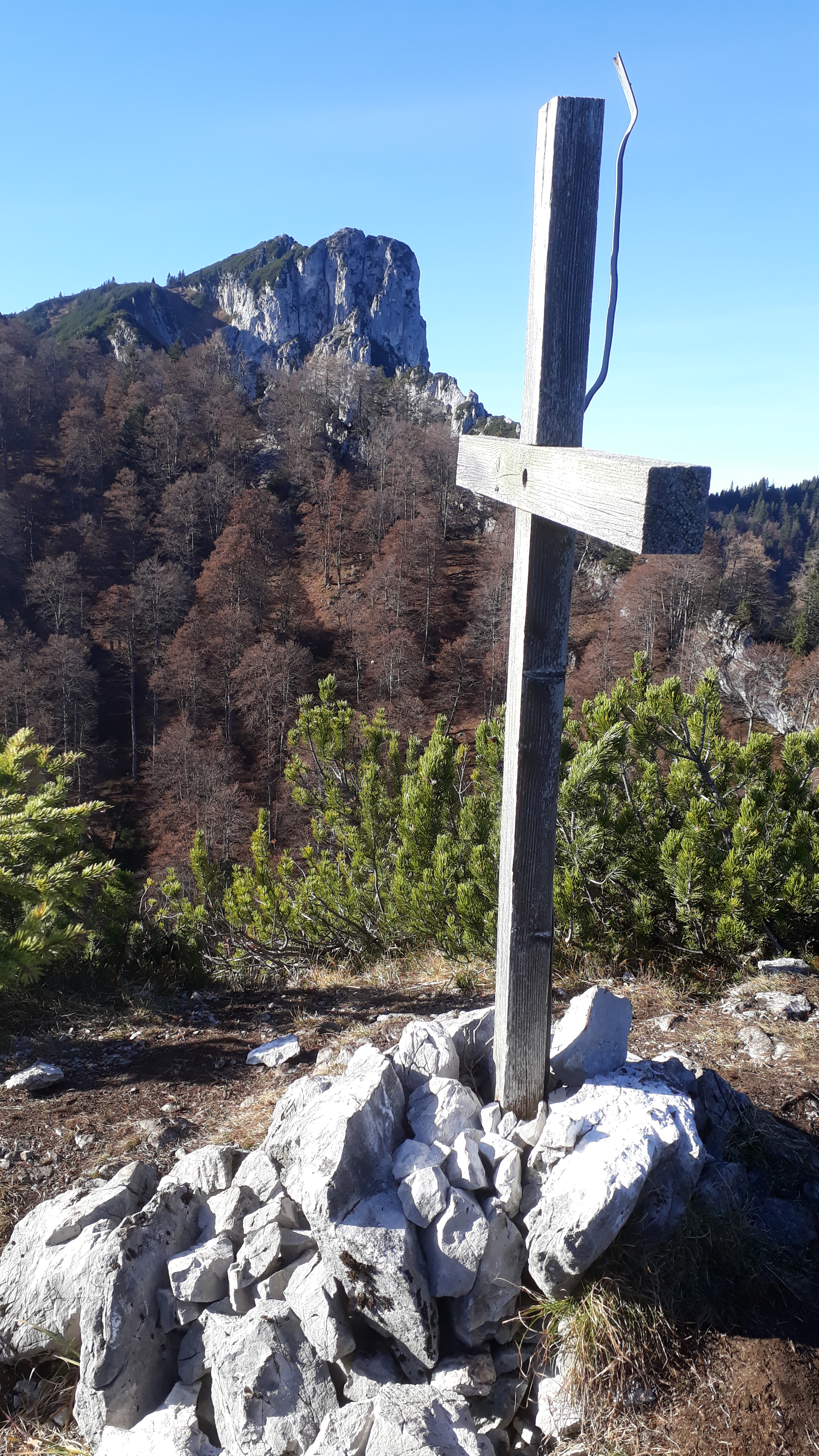
Gipfelkreuz der Schlösselschneid, im Hintergrund die Hörndlwand.
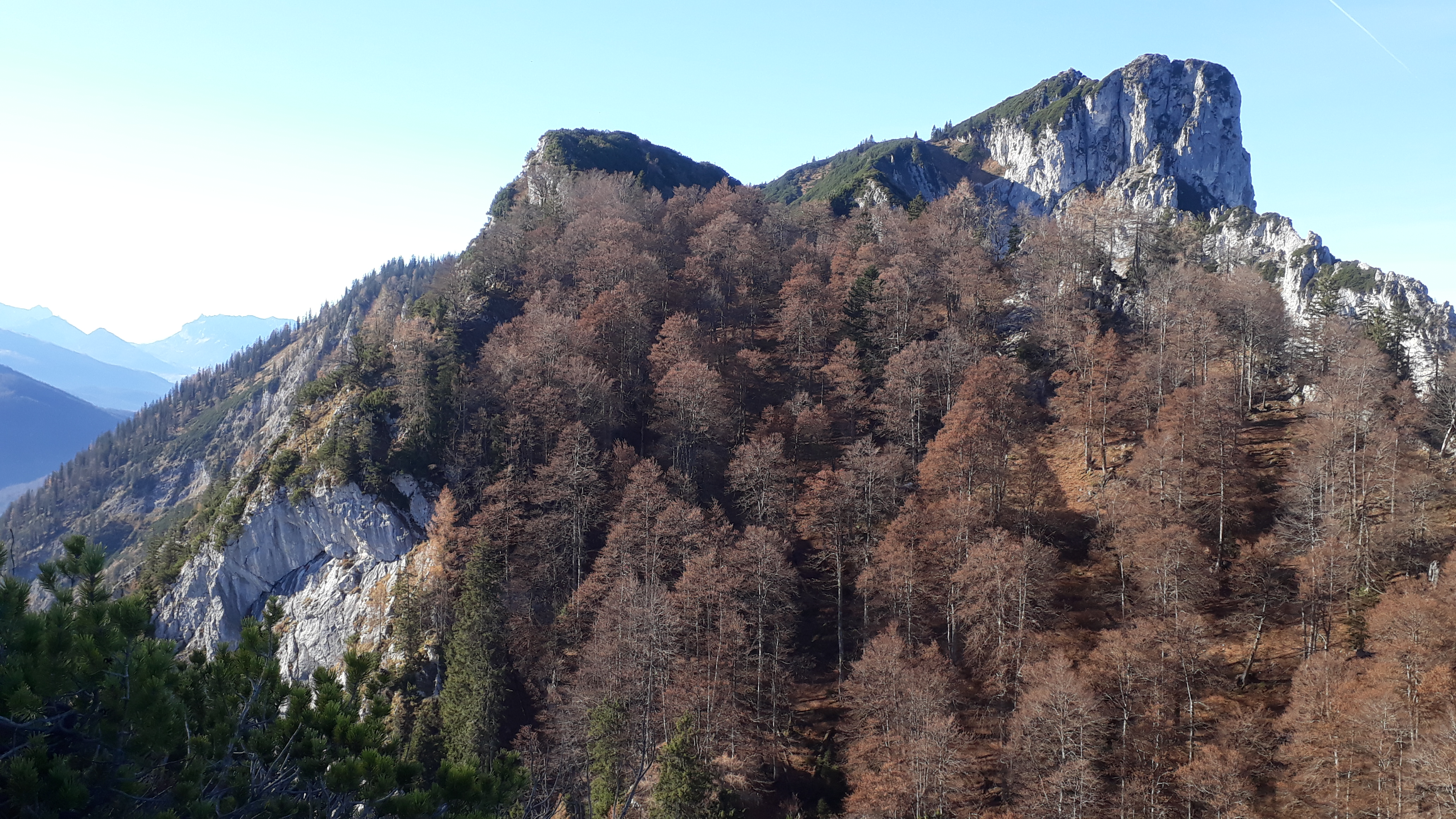
Blick vom Gipfel der Schlösselschneid nach Westen zur gegenüberliegenden Hörndlwand. Im Vordergrund der Zwischengipfel mit Südabbruch.
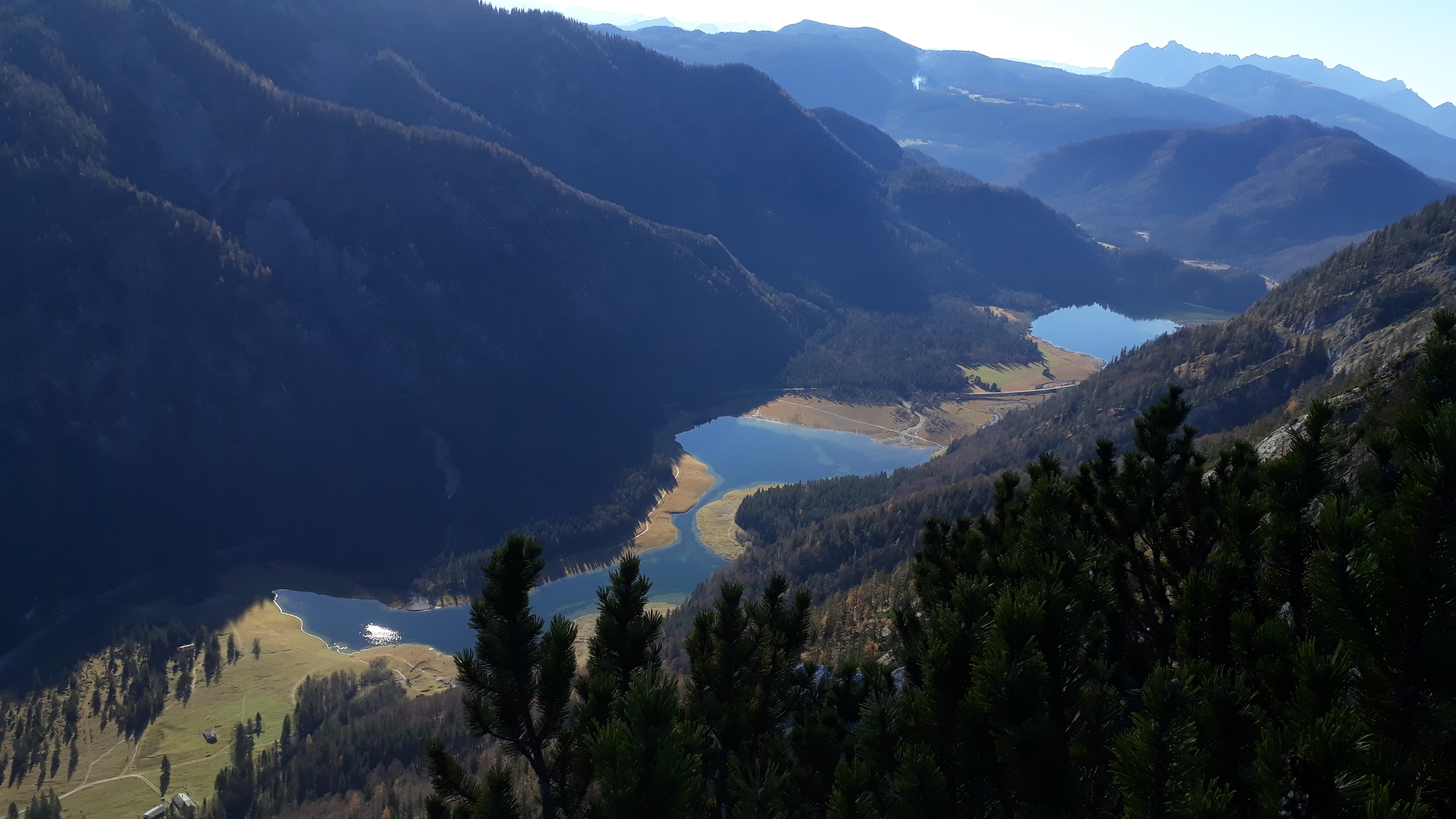
Hinunter geht der Blick ins Dreiseengebiet.
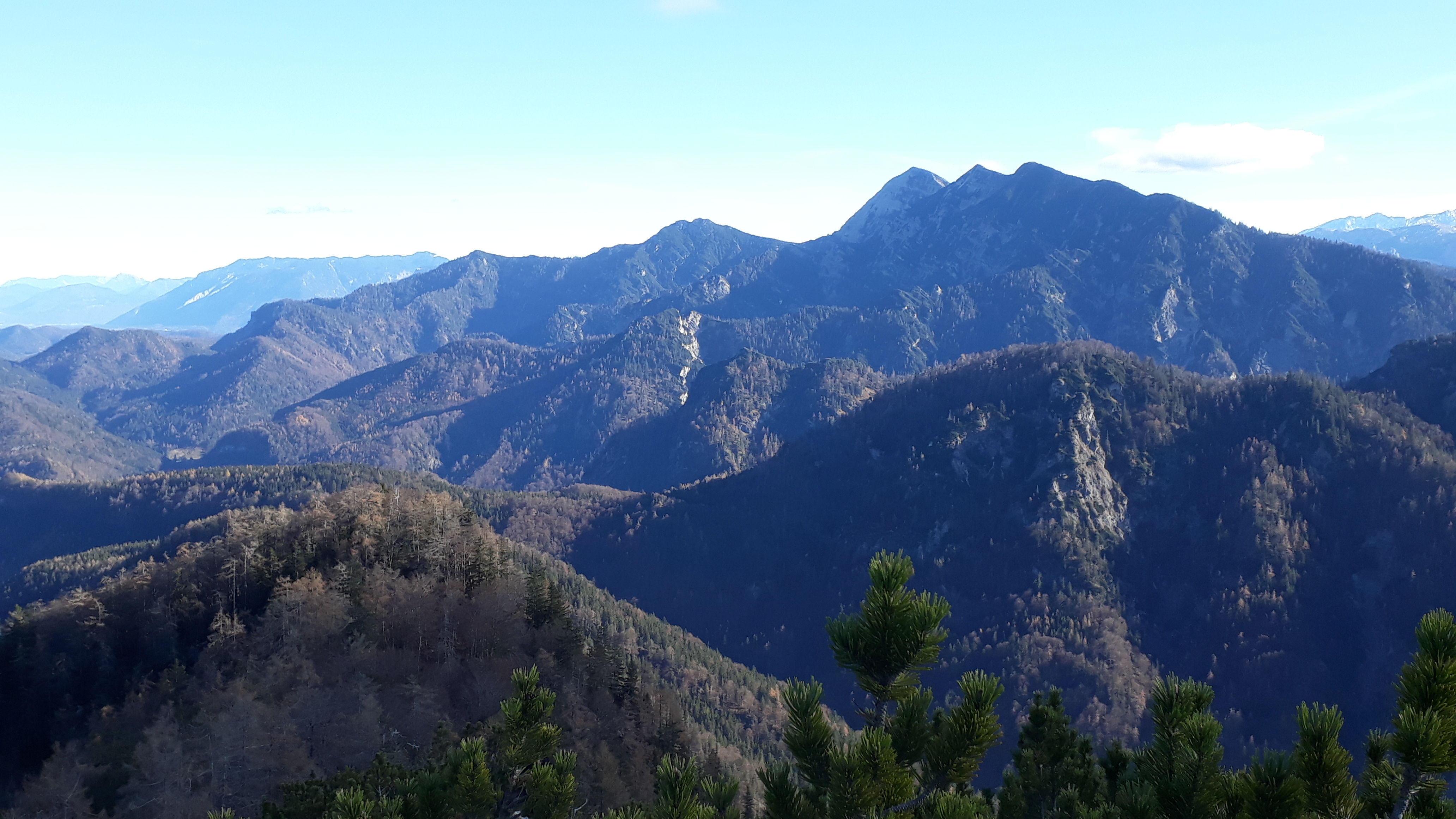
Aussicht vom Gipfel der Schlösselschneid nach Südosten zum Massiv des Sonntagshorns (1961 m). Im Vordergrund Seekopf (links) und Richtstrichkopf (rechts).
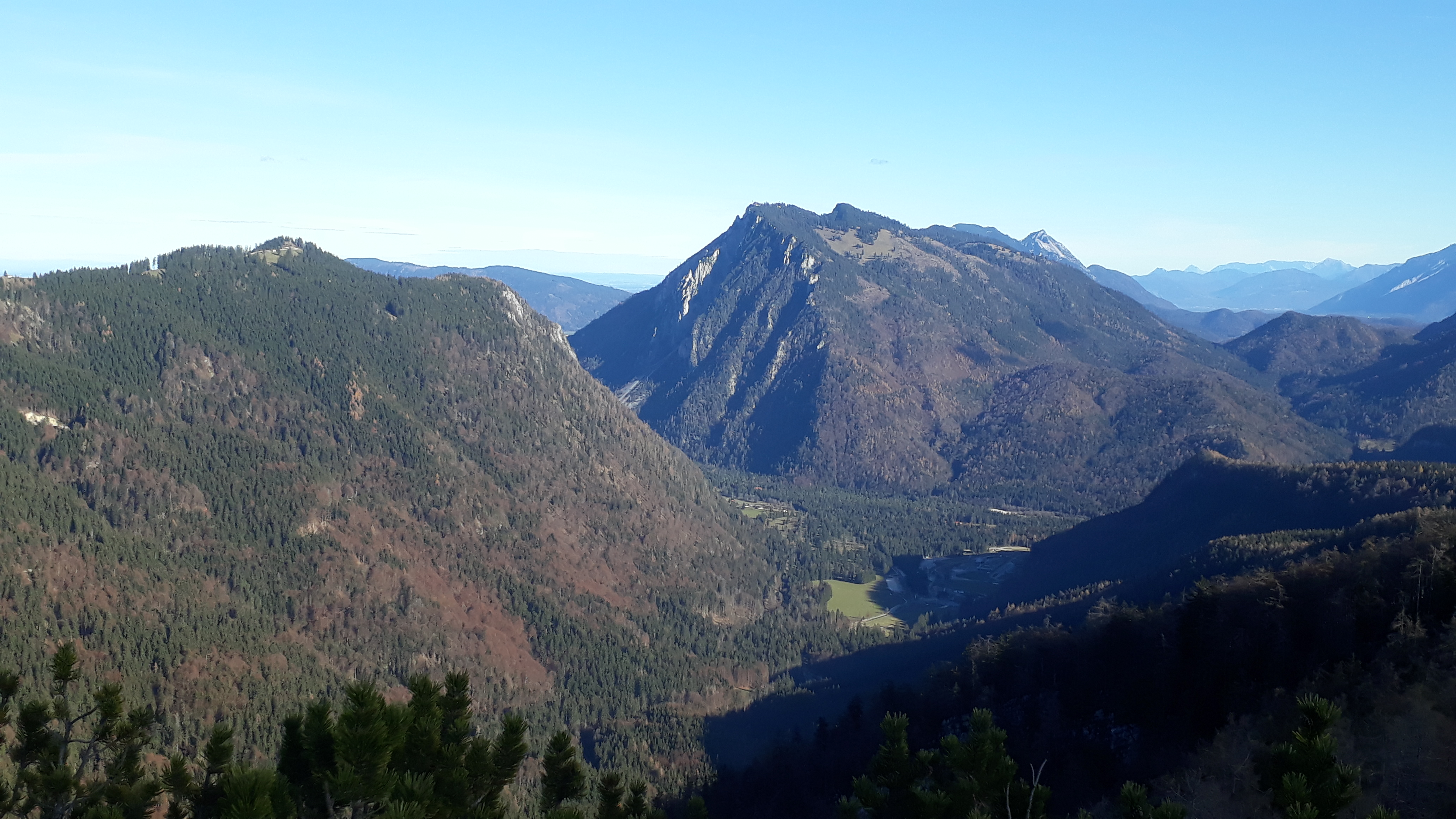
Ausblick gen Nordost zum Massiv des Rauschbergs (1671 m). Links die Geschoßwände und der Unternberg (1425 m).
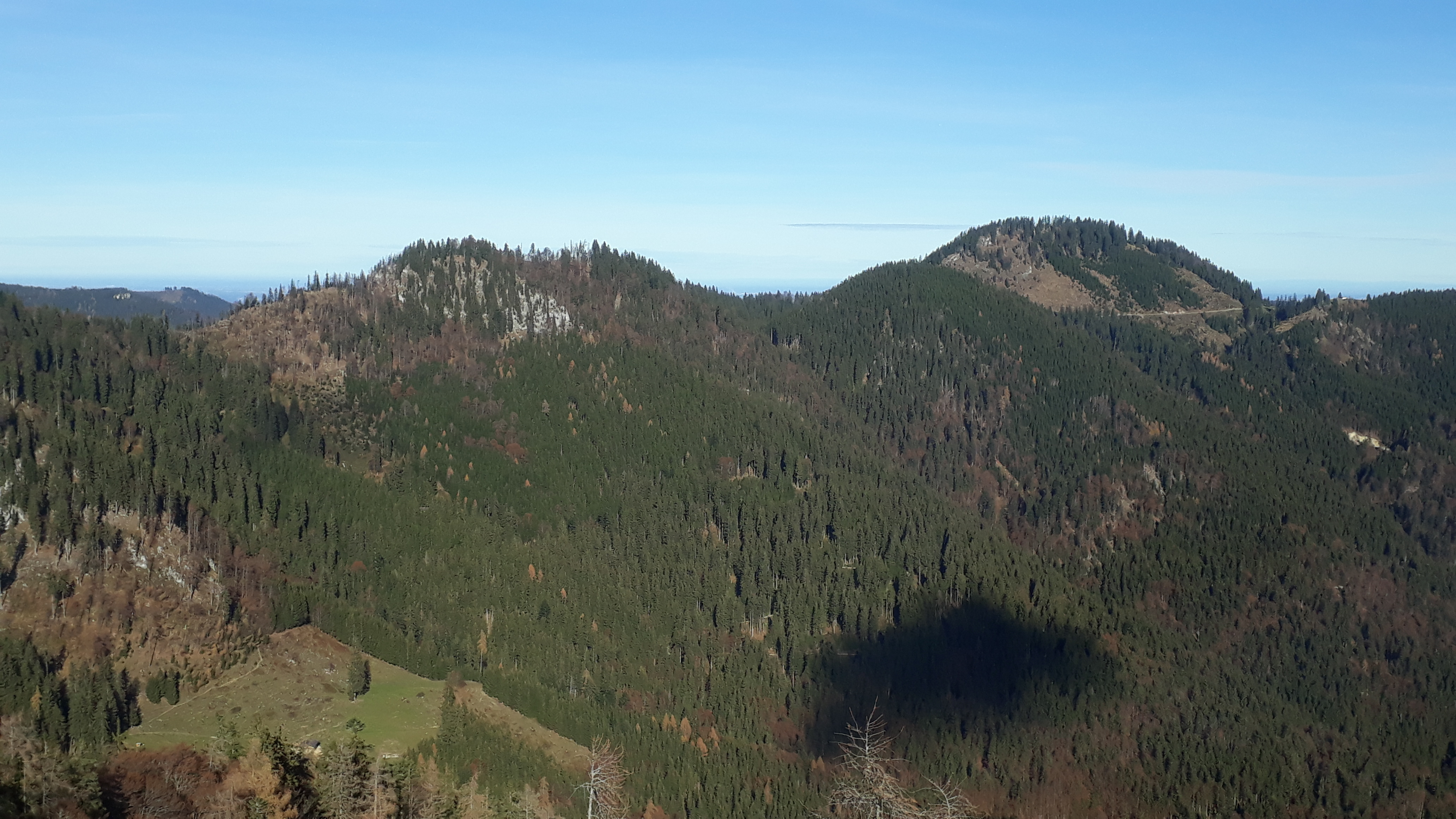
Nach Norden schweift der Blick zum Eisenberg (1490 m) rechts, Durlachkopf (1395 m) und Zwölfer (1416 m) links.